# 卡魯因大學
卡魯因大學（阿拉伯语：‎）位於摩洛哥非斯城。由法蒂瑪菲赫利（Fatima al-Fihri）成立，她是商人穆罕默德菲赫利（Muḥammad-Fihri）的女兒。
该校建于859年，最初是卡魯因清真寺的建立，之後發展成為穆斯林世界領先的教育中心之一，卡魯因宗教學校就是當時教育機構的核心。1963年卡魯因宗教學校併入摩洛哥現代化的國立大學，兩年後正式更名為「卡魯因大學」(University of Al- Qarawiyyin)。 清真寺建築與校園一體，本身也是摩洛哥歷史建築和伊斯蘭建築的重要綜合體，其中包含摩洛哥歷史許多不同時期的元素。
被吉尼斯世界纪录大全认可为最古老的学位颁授大学，教育側重於伊斯蘭宗教和法律科學，特別強調古典阿拉伯語語法/語言學和馬利基伊斯蘭教法（Maliki Sharia），设有伊斯兰法律、阿拉伯语和文学、神学和哲学等学院以及伊斯兰研究所。藏有非常珍贵的古籍——珍本、善本和手抄本的经典。
一千多年來卡魯因一直以宗教學校形態運作，直到 1963 年，卡魯因宗教學校進行現代化重組，從宗教教育madrasa轉變為一所西式的大學。
卡魯因雖然被认定是全世界历史最悠久的大学，但仍存有爭議。

## 早期歷史
一些學者認為，卡魯因清真寺在很早的時期就開始就進行宗教教學，但卡魯因宗教學校的開始時間無法確定。主因是伊斯蘭早期的清真寺為典型多功能建築，宗教、教學和公民活動都共用的場所，且由於早期史料有限，目前沒有任何證據顯示，卡魯因清真寺何時開始正式宗教教育。
卡魯因宗教學校經過幾個世紀的贊助和擴張，其聲望在 13-14 世紀達到學術中心的高峰。當時的課程內容相當廣泛，除可蘭經和伊斯蘭法學，還有其他科學，例如：語法，修辭，邏輯，藥學、數學、天文學和地理學。但煉金術/化學( al-kimiya )這些非正統領域科目從未曾在學校教授。
卡魯因是中世紀穆斯林的教育中心，彙集有大量手稿，保存在1349 年建立的圖書館中。這些手稿都是重要的歷史文物，圖書館中甚至曾發現1207年的醫學博士學位羊皮紙證書。在 1613 年，一位管理員曾估計圖書館的藏書量約為 3萬2千冊。 但清真寺的圖書館逐漸被忽視並衰落，到了 19 世紀，其收藏中的一大部分已隨著時間推移而遺失。到 20 世紀初，該圖書館的館藏已僅約有 1600 份手稿和 400 份印刷書籍，但仍然保留了許多有價值的歷史文物。

## 教學模式
受到摩洛哥的伊斯蘭學者所吸引，來自摩洛哥國內和伊斯蘭西非各地的學生參加，有些來自中亞及西班牙的穆斯林也不遠千里前來學習，卡魯因成為宗教和學術遺產的重要傳承場所。
卡魯因的大多數學生攻讀高中文憑和大學學士學位，年齡介於 13 至 30 歲之間，學生必須是穆斯林，精通古典阿拉伯語，還必須能完整地背誦古蘭經以及馬利基的伊斯蘭文本法律。學生主要是男性，但傳統上“有時會為感興趣的女性提供設施，讓她們在一個可以俯瞰學者圈的特殊畫廊（riwaq）中聆聽演講。
卡魯因大學的教育集中在伊斯蘭宗教和法律科學上，也提供其他非伊斯蘭學科課程，如法語、英語教學，但學校仍強調古典阿拉伯語語法/語言學和馬利基伊斯蘭法。教學以傳統方式進行，學生圍著學者成一個半圓（halqa），就特定文本的語法、法律或解釋分別提問，並說明關鍵難點。

## 衰落與改革
由於菲斯城本身的衰落，卡魯因宗教學校的光芒在14世紀之後的幾個世紀裡逐漸褪色，其教學實力停滯不前，課程的範圍相對縮小，側重於傳統伊斯蘭科學和阿拉伯語語言研究，甚至一些傳統的伊斯蘭專業，如古蘭經釋經（tafsir）也逐漸被忽視。 在1788-89年間，卡魯因宗教學校引入監管機制的改革，但同時也施行更為嚴格的課程限制，排除邏輯、哲學和蘇菲（Sufi）派課文。其他學科如天文學和醫學也逐漸消失。 從 1830 年到 1906 年，教師人數從 425 人減少到 266 人，其中只有 101 人仍實際任教。

## 轉型
摩洛哥於 1912 年成為法國的保護國，卡魯因從中世紀鼎盛時期的宗教學習中心走向衰落，但保有蘇丹政府教育場所的深層意義。學生團體嚴格按照社會階層劃分，依據種族、社會地位、個人財富和城鄉居住地，決定所享有的教學設施和個人住所。法國政府實施一系列教育改革，在1914年至1947年間，措施包含學校行事曆，教師聘用，薪資制度，日程安排，以及一般行政管理。但由於教學內容沒有同步現代化，卡魯因仍然被伊斯蘭學者(ulama)的傳統世界觀所支配。與此同時，摩洛哥精英開始將孩子送到其他新成立的西式大學。1922 年卡魯因的學生人數僅剩下300 人。 1933 年，依據穆罕默德五世的命令，卡魯因的教學重組成為小學、中學和高等教育的連貫體系。
1947 年，卡魯因宗教學校被納入國家教育體系，但直到1963 年獨立後，才通過皇家法令才將伊斯蘭學校改為國家大學。舊的伊斯蘭宗教學校隨之關閉，並在前法國軍營陸續建立新的校區，在菲斯城內外共建立四個學院：伊斯蘭法學院（faculty of Islamic law）、阿拉伯研究學院（faculty of Arab studies）、Marrakech及Tétouan的神學院（faculty of theology）。卡魯因宗教學校也於1965年正式更名為卡魯因大學，開始引進現代化的課程和教科書，並提高對於教師的專業培訓。

## 爭議
聯合國教科文組織認定卡魯因是「世界上最古老的大學」同時也認定義大利波隆納大學是最古老的中世紀歐洲大學。金氏世界紀錄將卡魯因描述為「現存最古老的，且持續運營的教育機構」，而波隆納大學則被描述為「歐洲最古老的大學」。大英百科全書將卡魯因的建立時間追溯到 859 年 ，並且認為「大學」在歐洲大學模式出現之前，就已經存在於歐洲之外。也有其他資料來源將卡魯因稱為「大學」或「伊斯蘭大學」。
卡魯因在1963年轉型為現代大學之前，是一所以清真寺為基礎的穆斯林宗教學校「medresa」，因此學界對於卡魯因是否算是「世界上最古老的大學」，有分歧爭議。
贊成的學者認為，從 9 世紀卡魯因大學成立到歐洲殖民時期，這類教學組織在穆斯林世界都是存在的，一般大學模式則是直到 12 世紀才在歐洲開始傳播設立。大英百科全書也記載，在第一批中世紀歐洲大學成立之前，亞洲和非洲的部分地區已經有大學存在，但該百科全書並沒有說明，歐洲中世紀大學是否為伊斯蘭高等教育模式的傳承影響。 有些學者強調此類穆斯林宗教學校與歐洲中世紀大學之間，的確有許多相似之處，認為西方的大學發展可能受到穆斯林世界宗教學校的影響。 
但也有學者看法不同，認為「大學」一詞，僅適用於最初形成於中世紀基督教歐洲的教育機構，也就是位於西歐的巴黎大學和波隆納大學。主要理由是卡魯因穆斯林教育機構大大不同於歐洲系統的大學，卡魯因機構既沒有明確的學年制，也沒有註冊體系，在研究領域不確定，也沒有批准研究的審查機制。尤其是伊斯蘭高等教育機構與歐洲大學體系在結構、方法、程序、課程和法律定位等方面有很大差異。此外，卡魯因雖有記載清真寺的建成時間，但並不能確定正式教學組織營運的最早日期，而任何關於清真寺中教學歷史的明確細節也不存在， 所以不宜認定卡魯因擁有最古老大學的地位。